# 太陽定数

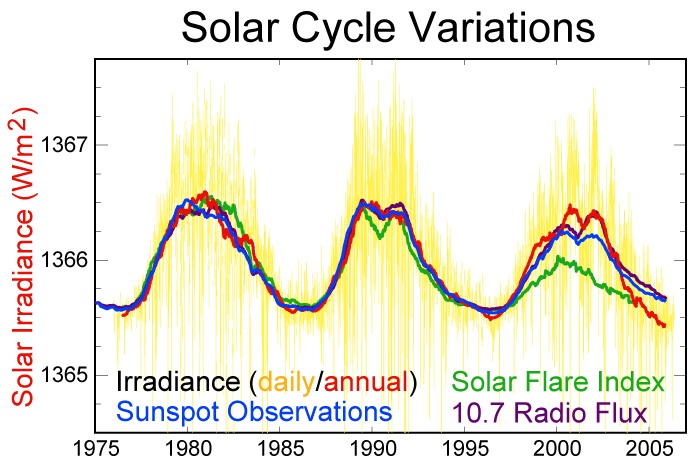
衛星観測された1979年から2005年にかけての太陽定数の周期変化。

太陽定数（たいようていすう、英語: solar constant）は、地球の大気の上端で、太陽からの放射線に対して垂直な面における単位面積・単位時間当たりに受けるエネルギー（仕事率）のことで、約 1.37×103 W/m2である。右図は人工衛星を使って観測した太陽定数の時間的な変化のデータで、太陽活動周期に連動して周期的に変化しているが、その変化量は0.1 %程度であり定数として扱われてきた。太陽の放出するエネルギーの指標であり、太陽黒点の活動の変化などでも太陽定数は変化する。太陽定数は周期的にわずかに変動している。ただしその変動の大きさは0.1 %程度であり平均気温への影響量も0.1 °C程度と見られている、。むしろ日単位の短期のランダムな変動成分の方が長期変動成分より顕著で短期の変動幅は0.3 %に達する。太陽活動周期に伴う太陽定数の増加は黒点の増加と連動しているが黒点それ自体は輝度が周囲より小さいため太陽定数を減らす働きがある。それにもかかわらず太陽定数が増加するのは、太陽の磁気的活動性が増加して黒点が増加するのと時を同じくして太陽定数を押し上げる働きのある白斑も増加し、その効果が黒点の効果を打ち消すからである。ただし、46億年前の太陽系及び地球誕生時には太陽の放射仕事率は現在の70 %程度だったと考えられており、数十億年単位の長期的には太陽定数は徐々に増大してきた（恒星進化論も参照）。

## 太陽エネルギー数値の関係
- 太陽定数が1366 W/m2であるので地球の断面積127400000 km2をかけると地球全体が受け取っているエネルギーは1.740×1017 Wとなる。
- 太陽から見た地球の視野角は1/11700 radなので 立体角は1/175000000 srとなり、太陽が放出しているエネルギーの量は約 3.86×1026 W である（太陽光度）。

## 太陽定数の測定
1837年から1838年にかけて、クロード・プイエやジョン・ハーシェルが太陽定数の最初の計測を行い、プイエは1228 W/m2の値を得た。1884年サミュエル・ラングレーが大気の吸収を除外するためにカリフォルニア州のホイットニー山で測定を試み、2903 W/m2と見積もったが不正確な値であった。1902年から1957年の間にチャールズ・アボットらがさまざまな高地で観測を行い、1322–1465 W/m2の値を見積もった。
現在ではロケットや人工衛星による直接観測が可能となっており、1366 W/m2前後で周期的にわずかに変動する様子が明らかとなっている。1981年10月にWMOの測器観測法委員会(Commission for Instruments and Methods of Observation)が1367 W/m2という値を提唱し、この値が用いられることも多い(P.28)。
太陽から地球に入射するエネルギーの約30 %は大気及びそこに含まれる水蒸気などで宇宙空間に反射され、地表面に到達するのは残りの約70 %である。さらに実際に地表面が単位面積当りに受け取るエネルギーは緯度と季節及び時刻によって変化する太陽光の入射角に依存し、例えば春分と秋分の赤道や夏至の回帰線上の太陽時正午には太陽定数から前述の大気の損失を除いた分がそのまま地表面への単位面積当たりの入射仕事率となるが、東京（北緯35.7度）では冬至の正午では快晴でも約491 W/m2（1366 W/m2 × 70 % × cos(35.7° + 23.4°)、23.4度は地軸の傾き）にとどまる。